# Peștera de pe Valea Pietrelor
Peștera de pe Valea Pietrelor sau Peștera 1 din Bucșoiu este situată în Munții Bucegi, sub Vârful Bucșoiu (la 2352 metri altitudine), pe fața muntelui orientată către Valea Mălăiești.
Este cea mai rece peșteră fără gheață din România. Aici se află cascadele situate la cea mai mare altitudine din România. 373 metri dezvoltare, 59 (-3 / +56) metri denivelare. Succesiunea explorărilor și cartărilor, harta ei, harta împrejurimilor, imagini explicate sunt la https://sites.google.com/d/1IJ4S41YF-emkLO3V_df8nK1saqGgbtHU/p/1rRU9rxkeeRKksQVrbrShD2yRoY2E6LeP/edit.

## Prezentare generală
Descoperită de Emilian Cristea (informație verbală). Explorată la 22 septembrie 1967, de geograful Vasile Sencu și alpinistul Emilian Cristea, pe o lungime de câțiva zeci de metri (informație verbală). Peștera a fost căutată de noi, după puținele date existente și identificată (?) la 11 octombrie 1981. De remarcat că nici altitudinea (2352 m) nu corespunde cu informațiile de la Cristea (2136 m) și Sencu (2230 m), nici numărul de intrări (două în realitate, față de una Cristea și trei Sencu).
Peștera a fost explorată pe parcursul mai multor deplasări (în anii 1981, 1982, 1984, 1986) ajungându-se la 373 metri dezvoltare și 59 (-3/ +56) metri denivelare. Au fost urcate două cascade cu debit important (5 și 11 metri); s-a lucrat masiv la o derocare ce a permis descoperirea a aproape 52 metri. Extensia peșterii este de 123 metri, indicele de ramificare 3,03.
În intervalul 24 iulie 1982 - 30 septembrie 1984 a fost cea mai lungă cavitate în conglomerate din țară. Este peștera cu galerii active situată la cea mai mare altitudine din România (2406 metri) și cavitatea dezvoltată în conglomerate situată la cea mai mare altitudine din munții noștri. Este cea mai rece peșteră fără gheață din țară (0 grade Celsius în iulie 1986).
La explorare și cartare (nouă deplasări) au participat: Ică Giurgiu, Gabriel Silvășanu, Gabriel Miclăuș, Gigi Chiriloi, Mircea Vlădulescu, Eliza Anghel, Virginia Vasile, Adrian Rădulescu, Dan Hristescu, Adrian Mihalce.
Peștera 1 din Bucșoiu are galeriile dezvoltate inițial în regim inundat și apoi modelate de curgerea cu nivel liber; există nivele de eroziune ample, bine păstrate. Speleoteme prezente. Galeriile au în general secțiuni destul de lejere și sunt dezvoltate de-a lungul unui sistem de diaclaze orientate SV-NE.
În versantul drept al Văii Pietrele semnalăm existența unor abriuri formate în conglomerat. 

## Acces
Se poate urca pe Valea Mălăiești, până la 1950 m altitudine, unde - spre stânga - se desprinde marcajul turistic (triunghi albastru) care duce pe Brâna Caprelor. În același punct de ramificație a marcajelor se poate ajunge coborând de la cabana Omu (pe traseu marcat sau nemarcat).
Suim, de la punctul (stâlpul) de ramificație a marcajelor de pe Valea Mălăiești (1950 m), pe triunghi albastru. Poteca face numeroase serpentine până la baza unui uriaș perete drept, de formă triunghiulară, unde o ia net la stânga, urmând să încercuiască muntele: suntem la 2180 metri altitudine. Din dreapta noastră (cum urcăm) vine firul Văii Pietrele. Părăsim marcajul și începem să suim pe vale. Atenție! Numeroși (și masivi uneori) bolovani instabili.
Ajungem la 2250 m altitudine, sub un țanc de stâncă aflat la confluența a două văi. Noi urcăm pe cea din stânga. Pereții se apropie. Pericol suplimentar: în afară de bolovanii pe care îi putem rostogoli, ne putem trezi bombardați de la mare înălțime de pietrele mișcate de caprele negre care circulă pe versanți sau sar de pe un mal pe celălalt; casca de protecție este utilă.
Valea ia acum aspect de canion. Va trebui să escaladăm mai multe săritori, în ordine: 7, 3, 3, 4, 3 și 4 metri. Cea din urmă se află într-o zonă unde valea se desface puțin și este situată spre malul stâng geografic; în dreptul ei, spre malul drept, curge uneori o cascadă. Ajungem la 2340 m altitudine: din stânga vine o altă vale canion. Continuăm spre dreapta: la 2350 m, în malul drept (geografic), observăm intrarea de jos a peșterii.
În acest loc se mai poate ajunge și altfel. Plecăm de la cabana Omu, pe poteca marcată spre Vf. Bucșoiu (2492 m). Traseul coboară întâi, continuu, 55 m diferență de nivel. Apoi urcă 15 m. Urmează o altă coborâre, de 45 metri. În fine, de aici urcăm 55 m diferență de nivel: am ajuns la 2470 m altitudine. În stânga noastră, pe fața muntelui, coborâm în pâlnia largă a Văii Pietrele, care se strâmtează mult spre marginea abruptului. Valea este tot puternic descendentă, pericolele de a se declanșa avalanșe de pietre rămân constante. Strat mare de zăpadă poate persista aici până la jumătatea lui iunie. La două săritori am fixat pitoane cu expansiune, pentru a facilita atât coborârea cât și urcarea (două scărițe de 5 m sunt suficiente). 

## Descriere
Intrarea inferioară, marcată de noi cu numărul de catalog (1240/1), are 1 metru lățime și 0,6 m înălțime. Deasupra ei, se află intrarea de cotă zero a cavității (0,7 m lățime, 3,5 m înălțime), accesibilă din interior.
Galeria principală a peșterii, după pasajul în patru labe de la intrare, ne surprinde prin înălțime (frecvent între 2-5 m); lățimea medie este de 2 m. La aproximativ 78 m de la intrare (cota +6,45 m), măsurați pe axul galeriei principale, ajungem la gura unui puț de 2 m, aflat în peretele stâng. Este intrarea într-o galerie parcursă de apă, care coboară până la cota -3. Doar aproximativ 8 m au fost accesibili din această galerie, până la un bolovan din aval. Trei deplasări au fost alocate pentru derocare, în final încununate de succes.
Revenim în galeria principală. După alți aproximativ 26 m pe axul ei, ajungem la o strâmtoare colțuroasă (cota +17,5 m); aici, înălțimea galeriei urcă la 10 m. Înainte de a ne apropia de acest pasaj putem avea surpriza să auzim o cascadă impresionantă; noi am prins-o și la debite mari, când nu te poți încumeta să o abordezi (dată fiind și temperatura deloc îmbietoare).
Pe 11 septembrie 1982 debitele au fost mult scăzute și am putut parcurge porțiunea finală a peșterii: chiar și la acest moment existau două cascade (5, respectiv 11 m). Partea finală a cavității este puternic denivelată (puțuri, săritori), fiind compusă din patru segmente aproximativ egale ca lungime. Pereții sunt uzi în totalitate, spre deosebire de zona dintre intrare și strâmtoarea amintită. Nivelele de eroziune sunt prezente și în această porțiune a peșterii. O galerie revine spre intrare și se lasă, printr-un puț de 5 m, înainte de strâmtoare.
Din punct de vedere hidrogeologic debitul de apă din Peștera 1 din Bucșoiu merită toată atenția: unde și cât de adânc se lasă sub aluviunile glaciare care căptușesc din abundență talvegul Văii Mălăiești? Noi am parcurs cam toate văile din versanții de nord și nord-vest ai Vf. Bucșoiu, încercând identificarea și a altor cavități; dar nu înseamnă că nu ne-a scăpat ceva.